# Okręg Guéret
Okręg Guéret (fr. Arrondissement de Guéret) – okręg w południowej Francji. Populacja wynosi 85 tysiące.

## Podział administracyjny
W skład okręgu wchodzą następujące kantony:
- Ahun,
- Bénévent-l'Abbaye,
- Bonnat,
- Bourganeuf,
- Boussac,
- Châtelus-Malvaleix,
- Dun-le-Palestel,
- Grand-Bourg,
- Guéret-Nord,
- Guéret-Sud-Est,
- Guéret-Sud-Ouest,
- Jarnages,
- Pontarion,
- Saint-Vaury,
- Souterraine.